# Byrsanthus brownii
Byrsanthus brownii är en videväxtart som beskrevs av Guillem.. Byrsanthus brownii ingår i släktet Byrsanthus och familjen videväxter. Inga underarter finns listade i Catalogue of Life.